# Coenyropsis natalii
Coenyropsis natalii är en fjärilsart som beskrevs av Jean Baptiste Boisduval 1847. Coenyropsis natalii ingår i släktet Coenyropsis och familjen praktfjärilar. Inga underarter finns listade i Catalogue of Life.